# ジョージ・ステュアート (第14代マリ伯爵)
第14代マリ伯爵ジョージ・フィリップ・ステュアート（英語: George Philip Stuart, 14th Earl of Moray、1816年8月14日 – 1895年3月16日）は、イギリスの貴族。インヴァネス副統監を務めた。

## 生涯
第10代マリ伯爵フランシス・ステュアートと2人目の妻マーガレット・ジェーン・エインズリー（Margaret Jane Ainslie、1837年4月3日没、サー・フィリップ・エインズリーの娘）の息子として、1816年8月14日に生まれた。
1872年2月12日に兄アーチボルド・ジョージが死去すると、マリ伯爵の爵位を継承した。さらに1878年5月27日に遠戚の第17代グレイ女卿マーガレット・マレーが死去すると、グレイ卿の爵位を継承した。
1895年3月16日に死去、生涯未婚だった。マリ伯爵の爵位は第9代マリ伯爵フランシス・ステュアートの末男アーチボルド（1771年 – 1832年10月30日）の息子エドマンド・ラットレル（Edmund Luttrell、1798年2月21日 – 1869年11月5日）の長男エドマンド・アーチボルドが、グレイ卿の爵位は姉妹ジェーン（1880年没）の娘イヴリーン・スミス＝グレイが継承した。